# Scottish Aviation Bulldog
Die Scottish Aviation Bulldog ist ein zwei- bis dreisitziges Schulflugzeug, das von Beagle Aircraft entwickelt und von Scottish Aviation gebaut wurde.

## Geschichte
Die Bulldog absolvierte am 19. Mai 1969 ihren Jungfernflug. Der Prototyp trug noch den Namen Beagle B.125 Bulldog. Erstkunde waren die schwedischen Streitkräfte mit 78 Bestellungen. Der Zusammenbruch von Beagle Aircraft verhinderte zunächst die Auslieferung. Daraufhin übernahm Scottish Aviation den Auftrag und produzierte die Flugzeuge im eigenen Stammwerk in Prestwick. Insgesamt wurden 320 Exemplare gebaut, ein Großteil davon für die Royal Air Force.

## Konstruktion
Die Bulldog, die auf Basis der Beagle Pup entwickelt wurde, ist ein Schulflugzeug, bei dem Flugschüler und Lehrer nebeneinander sitzen können. Sie ist in Ganzmetallbauart konstruiert und als Tiefdecker ausgelegt. Das Flugzeug verfügt über ein starres Dreibeinfahrwerk und wird von einem Lycoming 360A1B6-Boxermotor angetrieben.

## Nutzung

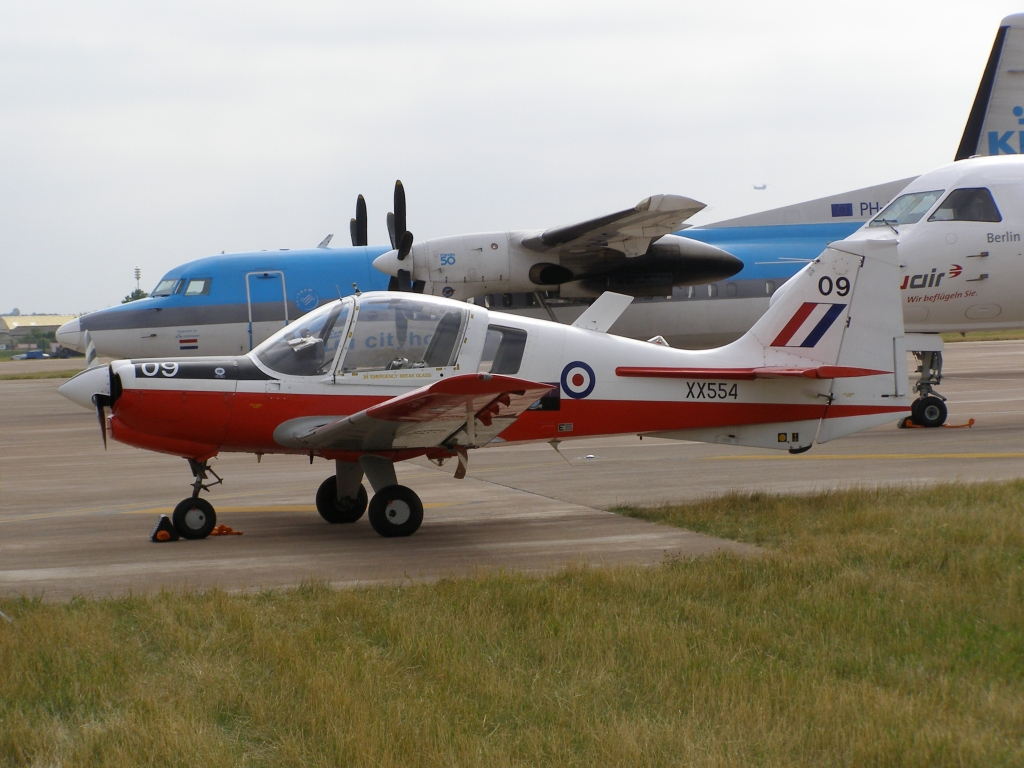
Scottish Aviation Bulldog T1 auf der Flugschau in Fairford 2006

Die ersten 58 Flugzeuge wurden 1971 als SK 61A und SK 61B an die schwedischen Luftstreitkräfte ausgeliefert. 20 weitere Modelle gingen 1972 als FPL 61C an die schwedische Armee. Diese Flugzeuge wurden 1989 als SK 61C der Luftwaffe überlassen. Nach ihrer Ausmusterung im Jahr 2001 wurden die Flugzeuge zum Teil nach Ungarn verkauft.
Der größte Kunde war die Royal Air Force, die 1972 über 130 Bulldog T1 in Dienst stellte. Im Jahr 2001 wurden die letzten verbliebenen Maschinen verkauft.

## Militärische Nutzer
Botswana
- Luftwaffe

 Ghana
- Luftwaffe

 Hongkong
- Royal Hong Kong Auxiliary Air Force

 Jordanien
- Luftwaffe

 Kenia
- Luftwaffe

 Libanon
- Luftstreitkräfte des Libanon

 Malaysia
- Malaysische Luftstreitkräfte

 Malta
- Luftwaffe

 Nigeria
- Luftwaffe

 Schweden
- Schwedische Luftstreitkräfte

 Vereinigtes Königreich
- Royal Air Force

## Technische Daten
| Kenngröße             | Daten                                                          |
| --------------------- | -------------------------------------------------------------- |
| Besatzung             | 2–3 (ein Flugschüler, ein Fluglehrer, optional ein Beobachter) |
| Länge                 | 7,08 m                                                         |
| Spannweite            | 10,11 m                                                        |
| Höhe                  | 2,73 m                                                         |
| Flügelfläche          | 12,0 m²                                                        |
| Flügelstreckung       | 8,5                                                            |
| Leermasse             | 649 kg                                                         |
| Startmasse            | 1066 kg                                                        |
| Höchstgeschwindigkeit | 240 km/h                                                       |
| Dienstgipfelhöhe      | 5182 m                                                         |
| Triebwerke            | ein Boxermotor Lycoming IO-360-A1B6 mit 149 kW                 |

## Bewaffnung
Maximal 290 kg Kampfmittel an vier Außenlaststationen:
- 4 × Rb 53 Bofors BANTAM (drahtgelenkte Panzerabwehrlenkwaffe)
- 2 × Abel-Startbehälter für je 7 × M75-Raketen (ungelenkte Rakete im Kaliber 75 mm)
- 2 × TBA RL 181-Startbehälter für je 18 × SNEB-Raketen (ungelenkte Rakete im Kaliber 37 mm)
- 2 × TBA 68-7-Startbehälter für je 7 × SNEB-Raketen (ungelenkte Rakete im Kaliber 68 mm)
- 2 × LM-37/7 Skyfire-Startbehälter für je 7 × SBAT-37-Raketen (ungelenkte Rakete im Kaliber 37 mm)
- 2 × HL-14-50-Startbehälter für je 14 × ARF/8M2-Raketen (ungelenkte Rakete im Kaliber 51 mm)
- 2 × Typ 06.070-Startbehälter für je 18 × INTA S-9-Raketen (ungelenkte Rakete im Kaliber 37 mm)
- 16 × SURA-Raketen (ungelenkte Rakete im Kaliber 81 mm)
- 2 × Behälter für je zwei 7,62 mm-Maschinengewehre